# Madison Iseman
Madison Elizabeth Iseman (Myrtle Beach, 1997. február 14. –) amerikai színésznő.
A CMT Still the King (2016-2017) című vígjátéksorozatának főszereplőjeként vált ismertté. Ezenkívül szerepelt a Rain világa (2021), a Jumanji – Vár a dzsungel (2017), a Jumanji – A következő szint (2019), a Libabőr 2. – Hullajó Halloween (2018) és az Annabelle 3. – Hazatérés (2019) című filmekben. Az Amazon Prime Video által sugárzott Tudom, mit tettél tavaly nyáron (2021) című televíziós sorozatban Lennon és Alison Grant ikerpárt alakította.

## Élete
1997. február 14-én született a dél-karolinai Myrtle Beachen, Susan és John E. Iseman fogorvos lányaként. Virtuális iskolába járt.

## Pályafutása

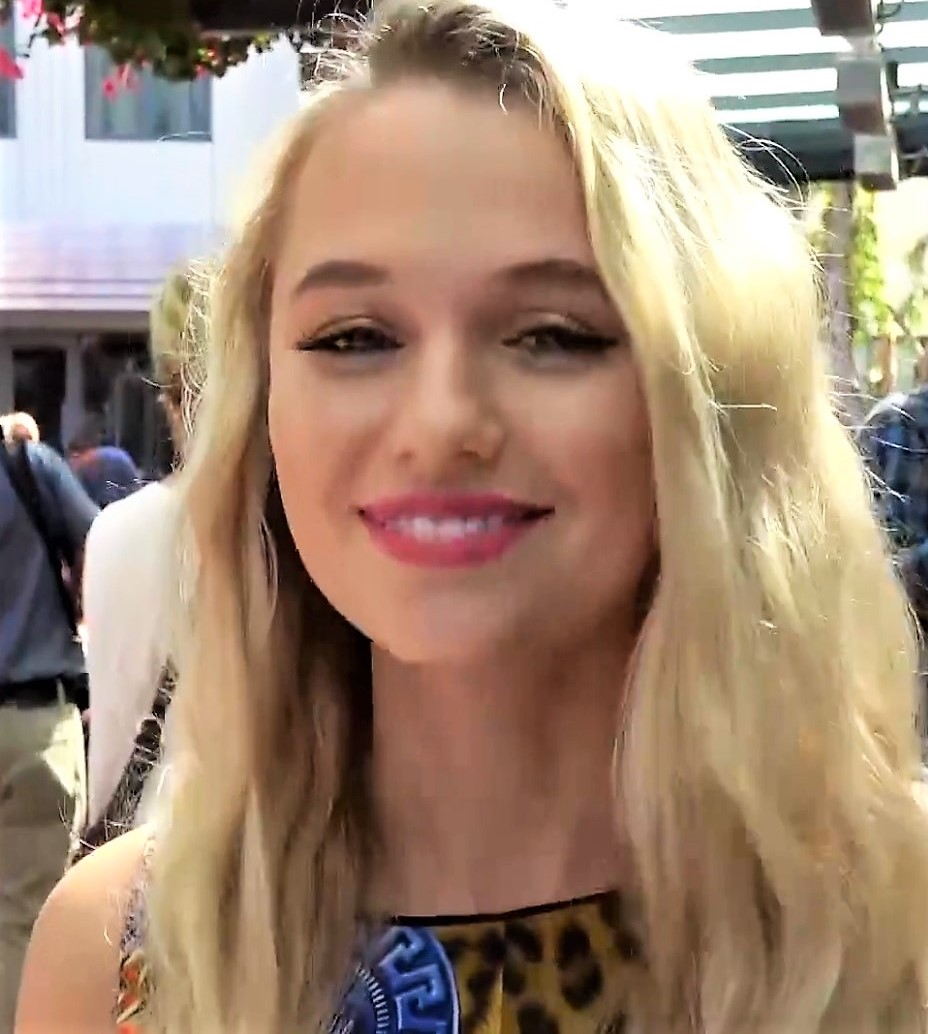
2018-ban

Iseman négy meghallgatáson vett részt több hónapon keresztül, hogy szerepet kapjon a Still the King-ben. Szerepelt a Modern család és a Veszélyes Henry című sorozatokban.
2017-ben a Jumanji – Vár a dzsungel című filmben Bethany szerepével vált ismertté. Ugyanebben az évben Pamet alakította a Beauty Mark filmdrámában. Ezután két horrorfilmben, a 2018 októberében bemutatott Libabőr 2. – Hullajó Halloweenben és a 2019 júniusában megjelenő Annabelle 3. – Hazatérésben kapott főszerepet. A 2019-ben bemutatott Jumanji – A következő szint című filmben megismételte Bethany szerepét olyan színészek mellett, mint Alex Wolff, Dwayne Johnson, Kevin Hart, Jack Black és Karen Gillan.
2019 áprilisában megkapta Rain Burroughs főszerepét a Rain világa lélektani horror-thrillerben, amelynek premierje 2021 februárjában volt. 2021 januárjában egy ikerpárt, Allisont és Lennont alakított a Tudom, mit tettél tavaly nyáron című televíziós sorozatban, amely az azonos című franchise részeként szolgált. A sorozatot egy évad után 2022-ben törölték. Mackenyu Arata, Famke Janssen és Sean Bean mellett feltűnt a Saint Seiya című mangasorozat élőszereplős filmadaptációjában, A zodiákus lovagjai fantasyfilmben, amelyet 2023 májusában mutattak be.

## Magánélete
2013. augusztus 16-án Iseman aktívan részt vett a First United Methodist Church-ben, miközben Myrtle Beachen élt. 2013 óta van egy macskája.

## Filmográfia

### Film
| Év   | Magyar cím                     | Eredeti cím                     | Szerep               | Magyar hang   |
| ---- | ------------------------------ | ------------------------------- | -------------------- | ------------- |
| 2013 |                                | Second Chances                  | Charity              |               |
| 2015 |                                | Despair Sessions                | Veronica             |               |
| 2015 |                                | The Better Half                 | Heather              |               |
| 2015 |                                | Tales of Halloween              | Lizzy                |               |
| 2015 |                                | Ghost Squad                     | Brandy               |               |
| 2016 | A gyanúsított                  | Marriage of Lies                | Kinna                | Hermann Lilla |
| 2016 |                                | Liza, Liza, Skies Are Grey      | Nancy                |               |
| 2016 |                                | Laid in America                 | Kaylee               |               |
| 2016 | Homokember                     | 48 Hours to Live                | Sherilyn fiatalon    |               |
| 2017 |                                | Beauty Mark                     | Pam                  |               |
| 2017 | Jumanji – Vár a dzsungel       | Jumanji: Welcome to the Jungle  | Bethany Walker       | Czető Zsanett |
| 2018 | Libabőr 2. – Hullajó Halloween | Goosebumps 2: Haunted Halloween | Sarah Quinn          | Mentes Júlia  |
| 2019 | Annabelle 3. – Hazatérés       | Annabelle Comes Home            | Mary Ellen           | Gáspár Kata   |
| 2019 | Jumanji – A következő szint    | Jumanji: The Next Level         | Bethany Walker       | Czető Zsanett |
| 2019 |                                | Riot Girls                      | Nat                  |               |
| 2019 |                                | Feast of the Seven Fishes       | Beth                 |               |
| 2020 |                                | The Fox Hunter                  | Lily O'Connor        |               |
| 2020 | A lesza*om lista               | The F**k It List                | Kayla Pierce         |               |
| 2020 |                                | Acts of Revenge                 | Veronica             |               |
| 2020 |                                | Clouds                          | Amy Adamle           |               |
| 2020 |                                | Nocturne                        | Vivian Lowe          |               |
| 2021 | Rain világa                    | Fear of Rain                    | Rain Burroughs       | Hermann Lilla |
| 2023 | A zodiákus lovagjai            | Knights of the Zodiac           | Sienna Kido / Athena |               |
| 2024 |                                | Witchboard                      | Emily                |               |

### Televízió
| Év        | Magyar cím                      | Eredeti cím                     | Szerep                      | Megjegyzés                       |
| --------- | ------------------------------- | ------------------------------- | --------------------------- | -------------------------------- |
| 2014      | Modern család                   | Modern Family                   | Sam                         | 1 epizód                         |
| 2015      |                                 | The Social Experiment           | Kaysee                      | főszerep (websorozat)            |
| 2015      | Veszélyes Henry                 | Henry Danger                    | Veronika                    | 3 epizód                         |
| 2015      | Kirby Buckets kalandjai         | Kirby Buckets                   | Rebecca Vanderbuff          | 1 epizód                         |
| 2015      |                                 | The Bluffs                      | Leah                        | kiadatlan televíziós próbaepizód |
| 2016      |                                 | The Real O'Neals                | Madison                     | 1 epizód                         |
| 2016      | Veszélyes tanerök               | Those Who Can't                 | Becky Cosgrove              | 3 epizód                         |
| 2016      |                                 | I Know Where Lizzie Is          | Lizzie Holden               | tévéfilm                         |
| 2016      |                                 | Killer Coach                    | Emily                       | tévéfilm                         |
| 2016–2017 |                                 | Still the King                  | Charlotte                   | főszerep                         |
| 2017      |                                 | The Rachels                     | Rachel Nelson               | tévéfilm                         |
| 2021      | Tudom, mit tettél tavaly nyáron | I Know What You Did Last Summer | Lennon Grant / Alison Grant | főszerep                         |
| 2022      | Amerikai Horror Story           | American Horror Stories         | Sam                         | 1 epizód                         |
| 2025      |                                 | The Rainmaker                   | Sarah Plankmore             | főszerep                         |